# Convento de las Hermanas Oblatas del Santísimo Redentor
El Convento de las Hermanas Oblatas del Santísimo Redentor es un edificio de Sant Gervasi-La Bonanova en Barcelona. Fue construido en los terrenos donde había estado el palacio del rey Martín I de Aragón "el Humano" (siglo XV) y está catalogado como Bien Cultural de Interés Local.

## Descripción
La iglesia del convento, que es la pieza central del complejo, es un excelente ejemplo del estilo modernista catalán. Fue diseñada por el arquitecto Bernardí Martorell, un discípulo de Antoni Gaudí. La construcción del edificio fue encargada por Francesca Balart, viuda de Carles Baró, y fue finalizada en 1926.
Esta iglesia y demás dependencias de su alrededor ha tenido numerosas modificaciones y añadidos a lo largo del tiempo, hasta los años noventa del siglo XX.
El edificio, enclavado en la esquina de las calles Bellesguard y Newton, junto a la Ronda de Dalt, destaca por su uso masivo de ladrillo visto, una característica común del modernismo catalán. Forma parte del Conjunto del Entorno de la Torre Figueres-Bellesguard, que goza de la declaración de Bien Cultural de Interés Nacional(A) (Id Barcelona: 3362).
La iglesia está formada sobre una nave latina, con diferentes volúmenes y niveles, que dan profundidad al conjunto y un perfil escalonado irregular. Las cubiertas siguen el mismo esquema, y están sujetadas por arcos diafragmáticos, también de ladrillo visto, con un perfil cercano a la parábola. En la nave se abren múltiples aberturas, muy próximas a ventanales de aire gótico, con cristaleras sencillas. La iglesia está coronada por numerosos tejados a doble vertiente, nuevamente en varios niveles y volúmenes.
El acceso al edificio se realiza a través de una apertura de arco de medio punto con un aire peraltado. Una espadaña estrecha corona la fachada, añadiendo un elemento vertical que equilibra la masa horizontal del edificio.
En 1990, la Fundación Universitaria San Pablo CEU adquirió el edificio. Actualmente, en torno al claustro del antiguo convento, se encuentra la Universitat Abad Oliva CEU, gracias a una reforma emprendida por el arquitecto Miquel Ángel Armengou, acabada en septiembre de 1995. Armengou adaptó el interior de la iglesia para su uso como salón de actos, manteniendo al mismo tiempo el carácter histórico del edificio.
En 2023, se descubrieron restos arqueológicos de una edificación bajomedieval en el campus de la universidad, proporcionando una conexión tangible con el pasado del sitio durante el reinado de Martí I "El Humano".